# Smerinthus ocellata
La esfinge ocelada o semipavón (Smerinthus ocellata) es una especie de lepidóptero ditrisio de la familia Sphingidae.

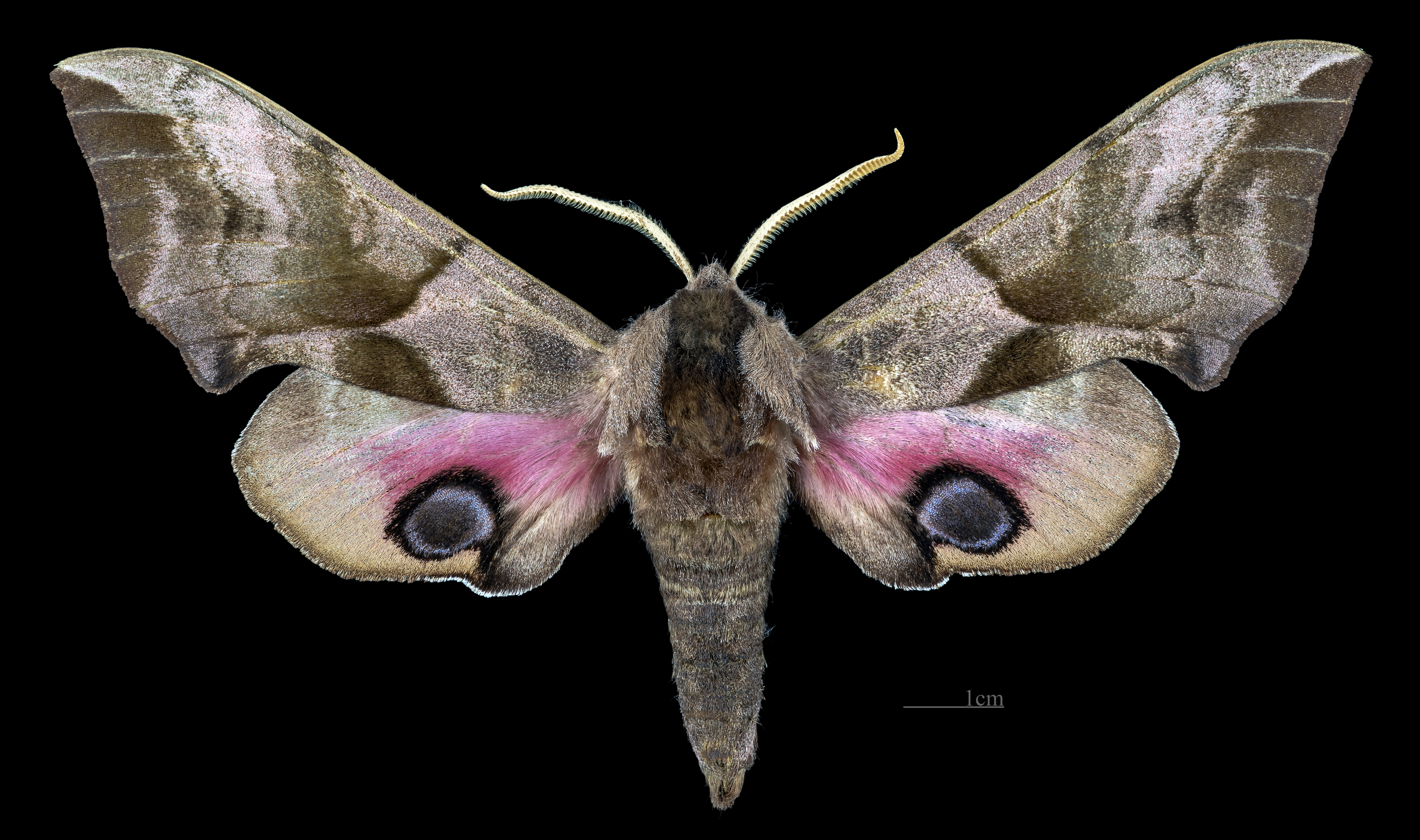
Smerinthus ocellata ♀
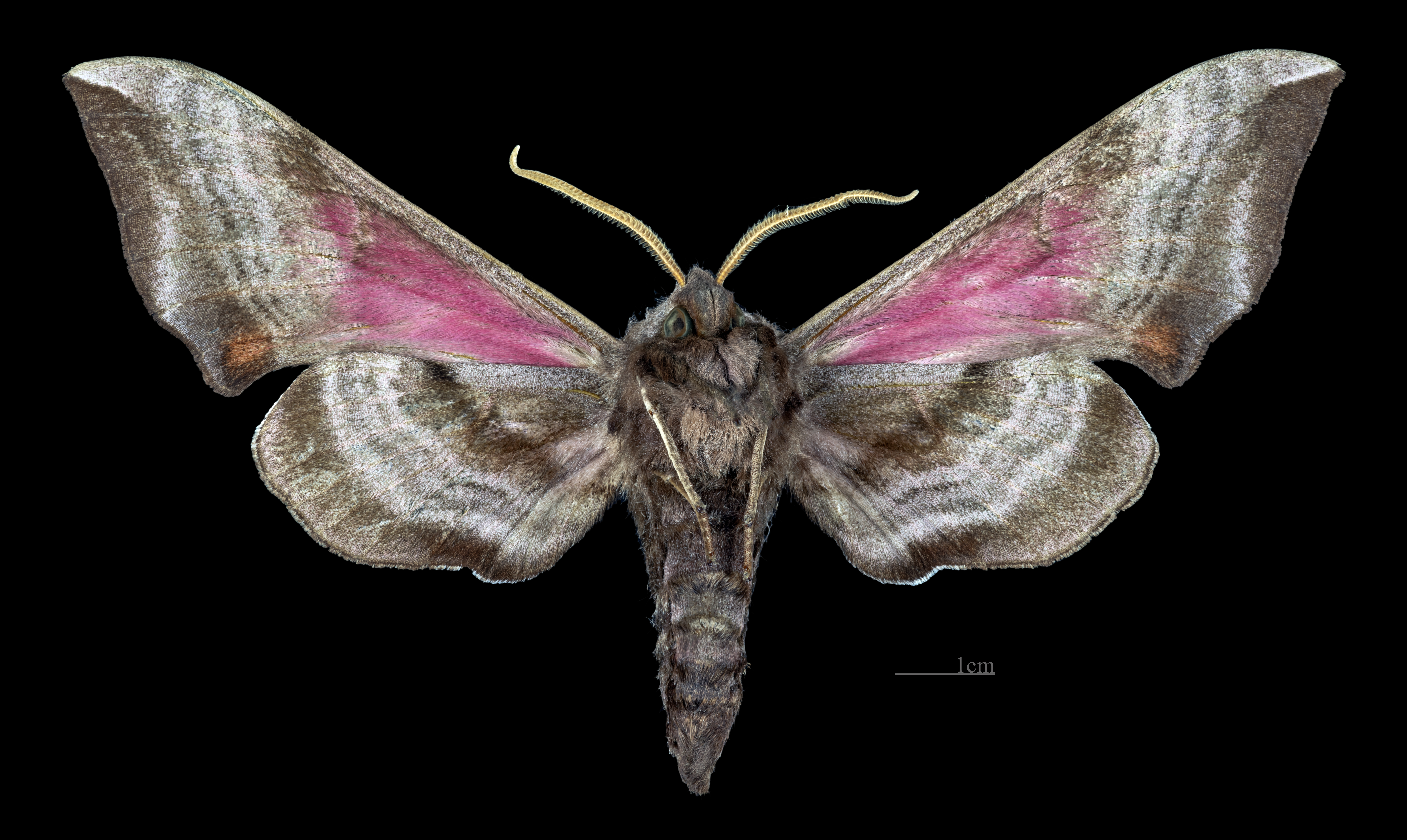
Smerinthus ocellata  ♀ △
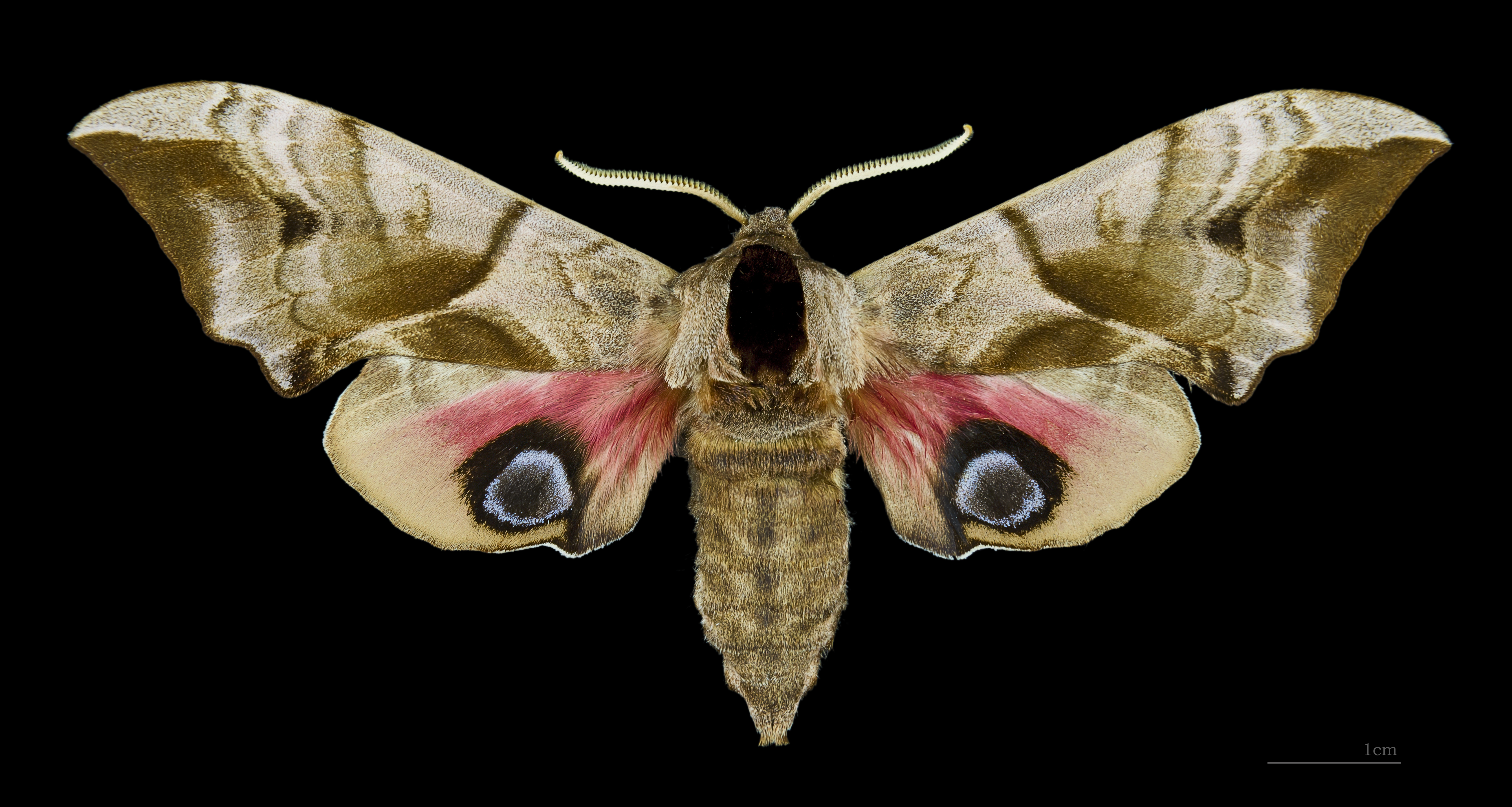
Smerinthus ocellata ♂
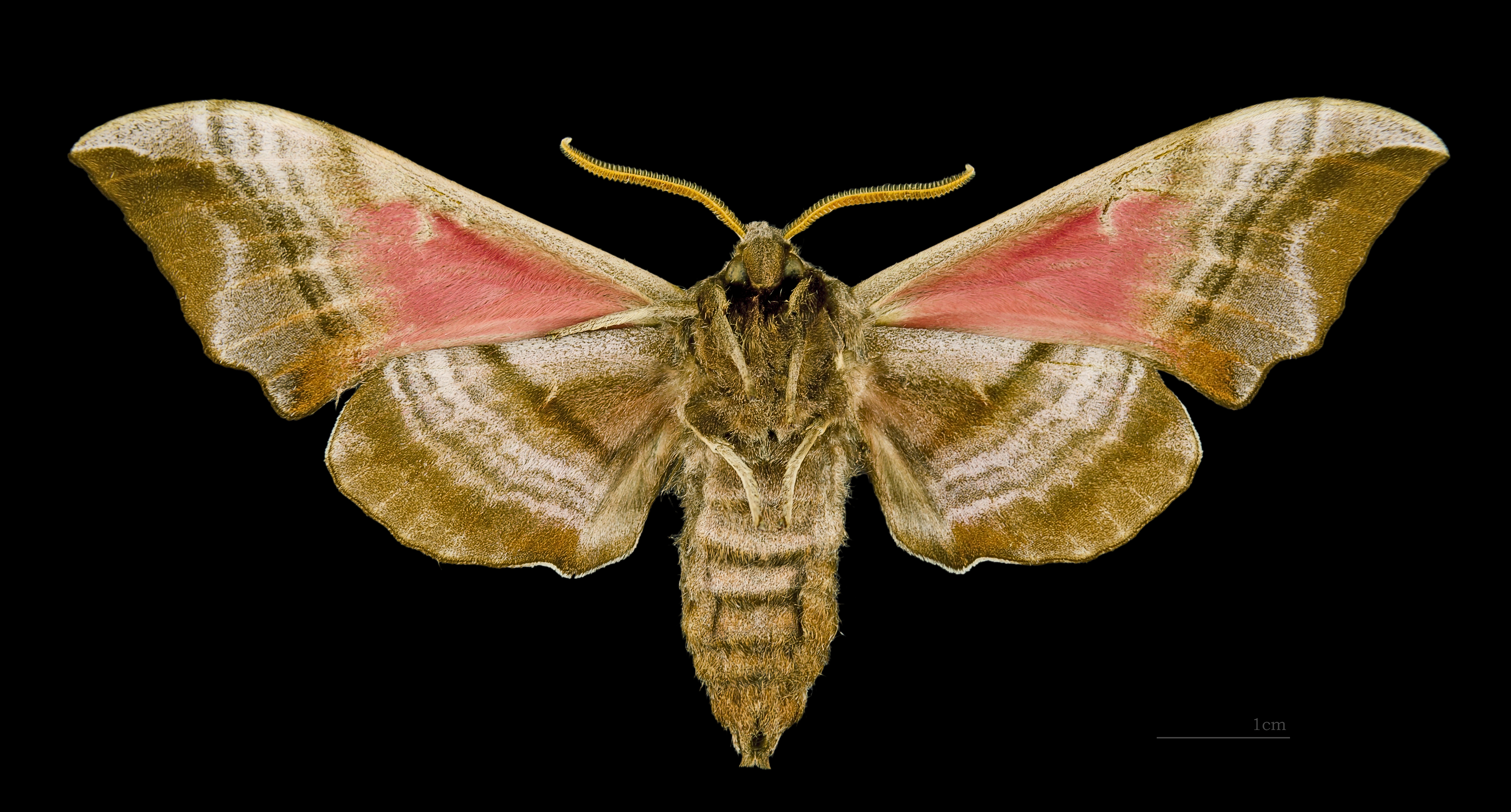
Smerinthus ocellata ♂  △
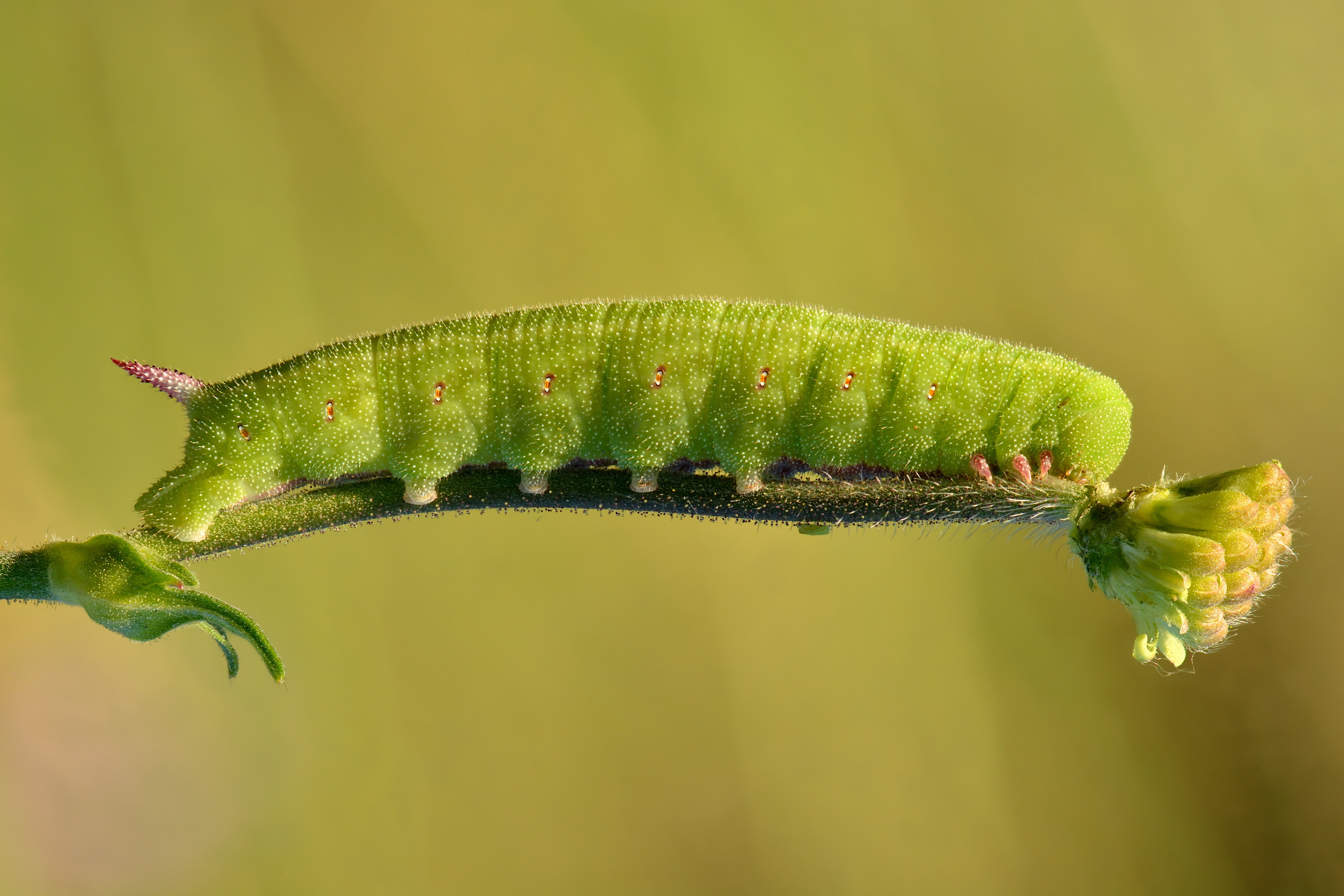
La oruga